# Идиолект
Идиолект је индивидуална карактеристична и јединствена употреба језика, укључујући и говор. Овa јединствена употреба укључује вокабулар, граматику и изговор.
Идиолект је варијетет језика јединствен за појединца. Ово га разликује од дијалекта, уобичајеног скупа лингвистичких карактеристика које дели једна група људи.

## Идиолект и језик
Појам језик користи се као апстрактан опис за употребу језика те могућности индивидуалних говорника и слушалаца. Према овом гледишту, језик је „састав идиолеката ... пре него јединица сама по себи”. Лингвисте проучавају одређене језике, као што је енглески или коса, увидом у исказе људи који говоре те језике.
Ово је у супротности са гледиштем оних који нису лингвисте, поготово у Сједињеним Америчким Државама; они су става да идеални системи постоје изван оквира стварне употребе односно говорења језика. Засновано на радовима из САД, Нанси Нидијелски и Денис Престон описују језичку идеологију која је како се чини заједничка међу говорницима америчког енглеског. Према Нидијелсковој и Престону, многи од њихових испитаника верују да постоји један „тачан” граматички и речнички узорак који подлеже стандардном енглеском, те да индивидуална употреба произилази из овог спољашњег система.
Лингвисте који разумеју поједине језике као мешавине јединствених, индивидуалних идиолеката морају ипак да узму у обзир чињеницу да чланови велике заједнице говорника и чак говорници различитих дијалеката истог језика могу да се међусобно разумеју. Сва људска бића вероватно стварају језик на суштински исти начин. Ово је довело до трагања за универзалном граматиком, као и покушаја да се додатно дефинише природа појединих језика.

## Форензичка лингвистика
Поље форензичке лингвистике укључује покушаје да се одреди да ли је одређена особа написала дати текст или није, упоређујући стил текста са идиолектом појединца. Форензичке лингвисте могу да закључе да је текст конзистентан са појединцем, отпишу могућност да је појединац аутор, или успоредбу прогласе неубедљивом.